# Baronia de l'Albi

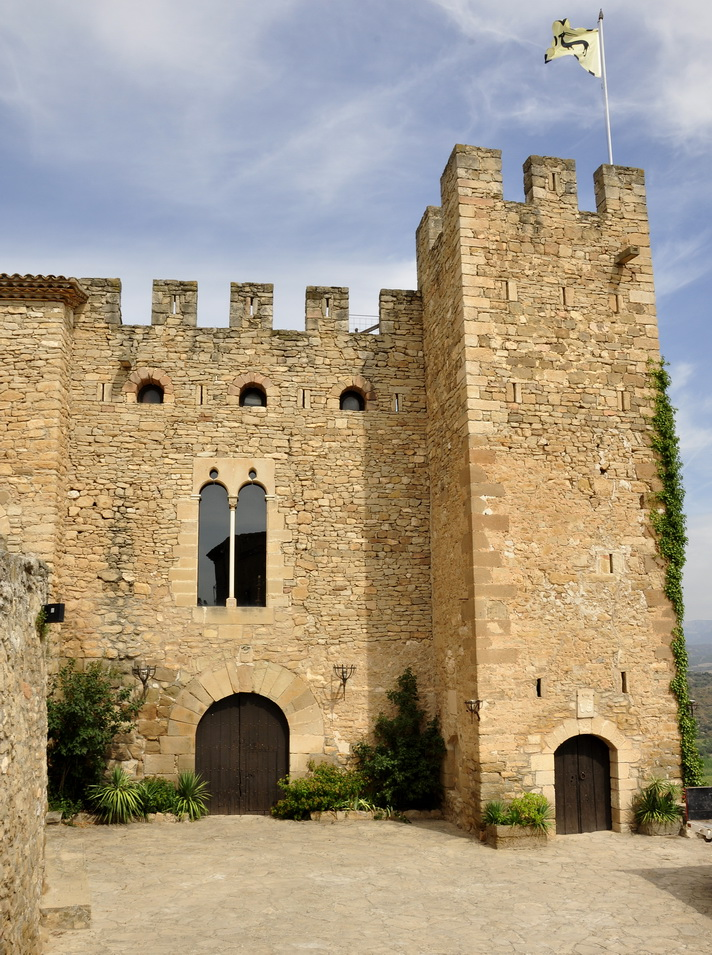
Castell de Montsonís, propietat de l'actual baró de l'Albi

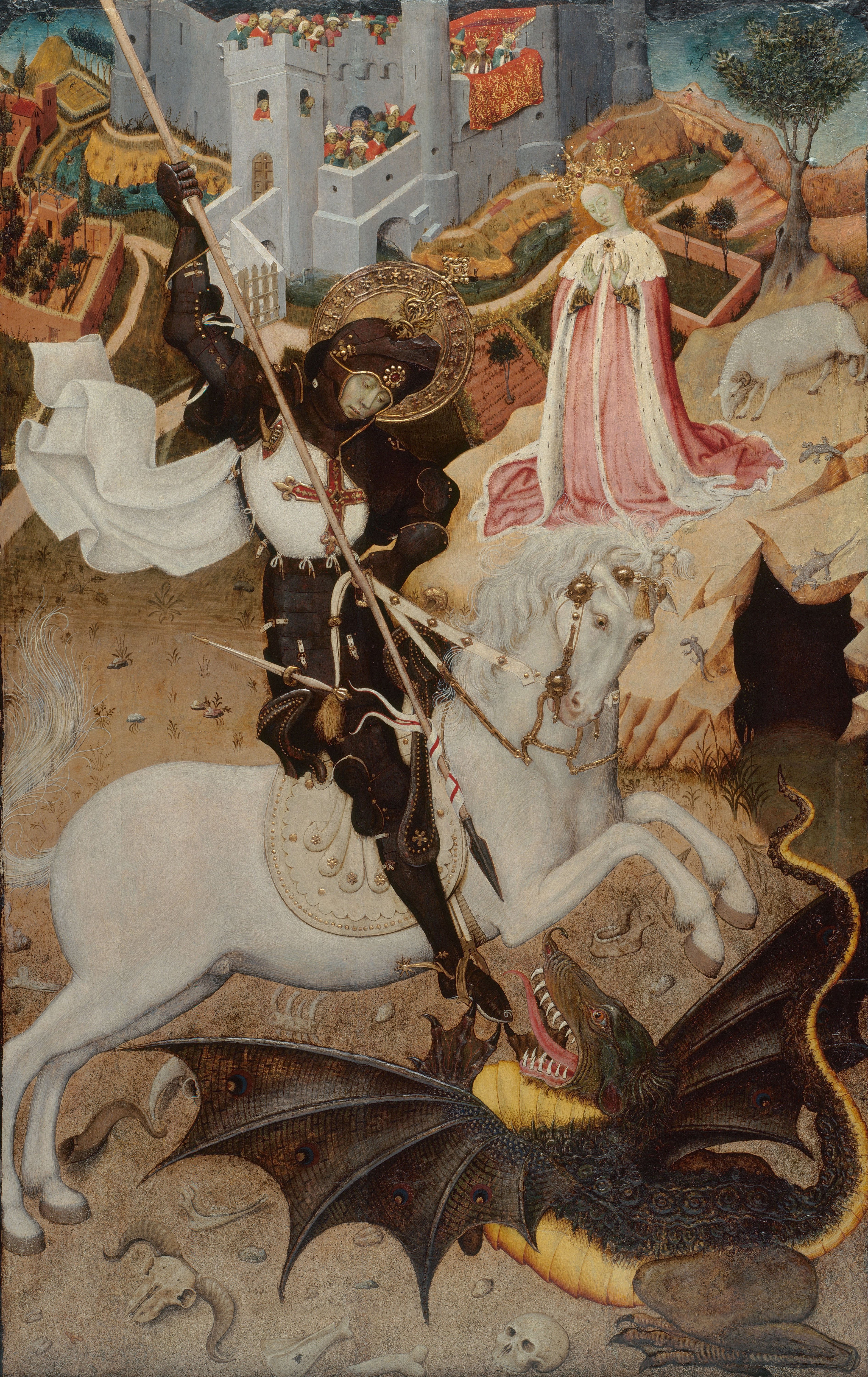
≪Sant Jordi matant el drac≫, pintura de Bernat Martorell, realitzada per encàrrec de Francesc de Rocabruna, XXVIII baró de l'Albi.

La baronia de l'Albi és un títol nobiliari de la Corona d'Aragó, creat l'any 1342 pel rei Pere III d'Aragó, a favor de Sibil·la Pere d'Albi, amb jurisdicció senyorial que s'estenia sobre el castell i la vila de l'Albi, a la comarca catalana de les Garrigues.
El títol va passar a la Casa de Centelles i, a mitjan segle xiv, a la Casa de Mur. D'aquesta casa va destacar el baró Acard de Mur i Alemany de Cervelló, capità general del Regne de Sardenya en 1413. En 1444, el títol va passar a la Casa de Cardona, quan la neta i hereva d'Acard de Mur, Elfa de Perellós, va casar amb Hug de Cardona i de Centelles, baró de Bellpuig. Durant la Guerra Civil Catalana (1462–1472), el rei Joan II d'Aragó li confisca a Hug de Cardona i de Perellós la baronia de Bellpuig, però aconseguí mantenir la baronia d'Albi, la qual passaria als seus descendents: els Erill, Desplà i Cartellà.
El títol va ser confirmat el 21 d'octubre del 1755 per Ferran VI, a benefici de Francesc Galcerán de Cartellà-Sabastida-Ardena i Fonts, baró de Falgons, de Granollers, de Rocacorba i de Cervià, del que passà als seus descendents per línia femenina: els Rocabruna i Montoliu. Des del 2022, l'actual titular és Carles de Montoliu i Heyndrickx, XXXIII baró de l'Albi.

## Armes
«Escut partit: 1r, en camp d'or, un arbre sobre un promontori, de sinople; 2n, en camp d'or, dos pals, de gules.»

## Barons de l'Albi
|                                     | Titular                                                      | Període                             |
| Creat el 1342 per Pere III d'Aragó. | Creat el 1342 per Pere III d'Aragó.                          | Creat el 1342 per Pere III d'Aragó. |
| ----------------------------------- | ------------------------------------------------------------ | ----------------------------------- |
| I                                   | Sibil·la Pere d'Albi                                         | 1342-1348                           |
| II                                  | Ramon Pere de l'Albi                                         | 1348-1359                           |
| III                                 | Elionor Pere de l'Albi                                       | 1359-1395                           |
| IV                                  | Lluís de Mur                                                 | 1395-c.1408                         |
| V                                   | Acard de Mur i de Cervelló                                   | c.1408-1415                         |
| VI                                  | Violant-Lluïsa de Mur i de Cardona                           | 1415-1467                           |
| VII                                 | Elfa de Perellós i de Mur                                    | 1467-1495                           |
| VIII                                | Hug de Cardona-Anglesola i de Perellós                       | 1495-1511                           |
| IX                                  | Joana de Cardona i de Ballester                              | 1511-1566                           |
| X                                   | Pere d'Erill i de Cardona                                    | 1566-1589                           |
| XI                                  | Hug d'Erill-Cardona i de Ferrer                              | 1589-1606                           |
| XII                                 | Maria d'Erill-Cardona i de Ferrer                            | 1606-1633                           |
| XIII                                | Ramon d'Erill-Desplà i d'Erill-Cardona                       | 1633-1651                           |
| XIV                                 | Jaume d'Erill-Desplà i d'Erill-Cardona                       | 1651-1662                           |
| XV                                  | Francesca d'Erill-Desplà i d'Erill-Cardona                   | 1662-1672                           |
| XVI                                 | Maria de Cartellà i d'Erill_Dsplà                            | 1672-1674                           |
| XVII                                | Josep Galceran Sabastida-Ardena i de Cartellà                | 1674-1724                           |
| XVIII                               | Francesc de Cartellà-Sabastida-Ardena i Fons                 | 1724 (ratificat el 1755)-1763       |
| XIX                                 | Josep-Galceran de Cartellà-Sabastida-Ardena i de Casteràs    | 1763-1823                           |
| XX                                  | Maria Josepa de Cartellà-Sabastida-Ardena i de Sentmenat     | 1823-1835                           |
| XXI                                 | Pere d'Alcàntara de Rocabruna i de Cartellà-Sabastida-Ardena | 1835-1850                           |
| XXII                                | Francesc de Sales de Rocabruna i Jordà                       | 1850-1874                           |
| XXIII                               | Josepa de Rocabruna i Jordà                                  | 1874-1890                           |
| XXIV                                | Marià de Montoliu i de Rocabruna                             | 1890-1930                           |
| XXV                                 | Carles de Montoliu i de Duran                                | 1930-1976                           |
| XXVI                                | Carles de Montoliu i Carrasco                                | 1978-2021                           |
| XXXIII                              | Carles de Montoliu i Heyndrickx                              | 2022-                               |